# Auñamendi Eusko Entziklopedia
Pour les articles homonymes, voir Auñamendi (homonymie) et AEE.

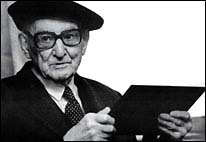
Bernardo Estornes Lasa en 1997.

Auñamendi Eusko Entziklopedia (AEE) est une encyclopédie numérique spécialisée sur les sujets en rapport avec le Pays basque. Elle est aussi connue sous le nom d’Enciclopedia Auñamendi-Fondo Bernardo Estornés Lasa. L'encyclopédie vise à mettre à jour, traduire en basque ses articles et compléter le contenu de l'Enciclopedia Auñamendi de Bernardo Estornes Lasa.

## Présentation
L'encyclopédie regroupe aujourd'hui plus de 155 000 articles sur la culture basque, la science et une collection de 350 000 documents provenant de la Société d'études basques (Eusko Ikaskuntza). 
La Société d'études basques a mis sur Internet en 2001 l'Enciclopedia Auñamendi, et en 2007 a commencé à travailler sur l'Auñamendi Eusko Entziklopedia. Depuis le 10 mars 2010, l'encyclopédie peut être consultée gratuitement via l'Internet, grâce à la fondation Euskomedia. Ce projet a pour point de départ l'Enciclopedia General Ilustrada del País Vasco, dont Bernardo Estornes avec son frère Mariano en sont les fondateurs.
Aujourd'hui, environ 300 employés, partenaires ou collaborateurs sont en train de rénover et de compléter le contenu. Auñamendi Eusko Entziklopedia est une initiative financée par la Bilbao Bizkaia Kutxa, Kutxa, Caja Vital et le Gouvernement basque,.
En 2020, il y avait 155 000 articles en espagnol (96,3 %) et 6 061 (3,7 %) en basque.